# Гезелиус, Йоханнес
Йоханнес Гезелиус (1615—1690) — финский церковный деятель и богослов, архиепископ Турку с 1664 года.
Был профессором греческого языка и богословия в Дерптском университете. В 1649 г. был приглашён королевой Христиной в Швецию для содействия в её планах соединения всех протестантских деноминаций в одну церковь.
Затем был проканцлером Дерптского университета, позже занимал ту же должность в Або, где был епископом. Способствовал распространению школ в Финляндии и улучшению положения финского духовенства. Основанная им в Або типография издала более 150 книг, многие из которых написал и составил он сам, например, грамматики греческого и немецкого языков, издания классиков.